# 9654 Seitennokai
A 9654 Seitennokai (ideiglenes jelöléssel (9654) 1996 AQ2) a Naprendszer kisbolygóövében található aszteroida. Kobajasi Takao fedezte fel 1996. január 13-án.